# Hamangia kultúra

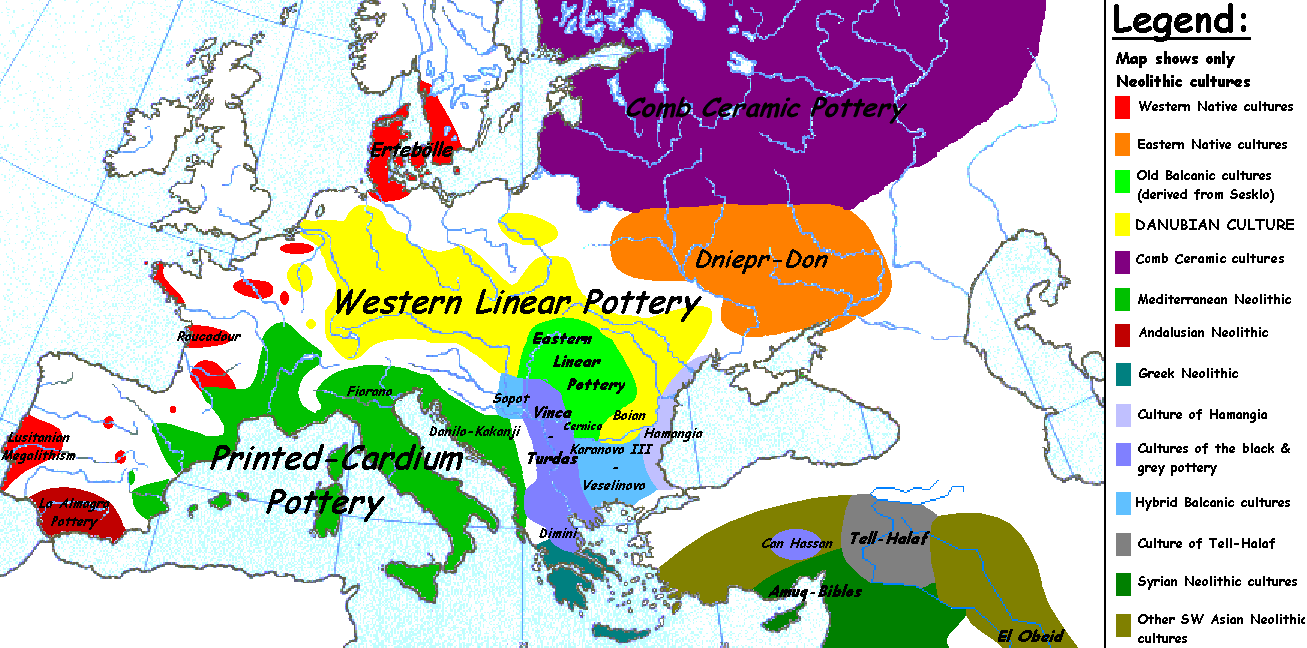
Hamangia kultúra területe a térképen

A Hamangia kultúra egy késő neolitikus régészeti kultúra a Románia és Bulgária közötti Dobrudzsában, a Duna és a Fekete-tenger között, Munténia déli részén.

## Elnevezése
Elnevezését felfedezése helyéről, Baia-Hamangiaról kapta. A helyet 1952-ben egy Golovița-tó menti ásatás alkalmával fedezték fel. Az itt talált leletek a hamangia kultúra elnevezést kapták, mely Kr. e. 5250-5200 körül kezdődött, és Kr. e. 4550-4500 körüli időkig tartott.

## Jellemzői

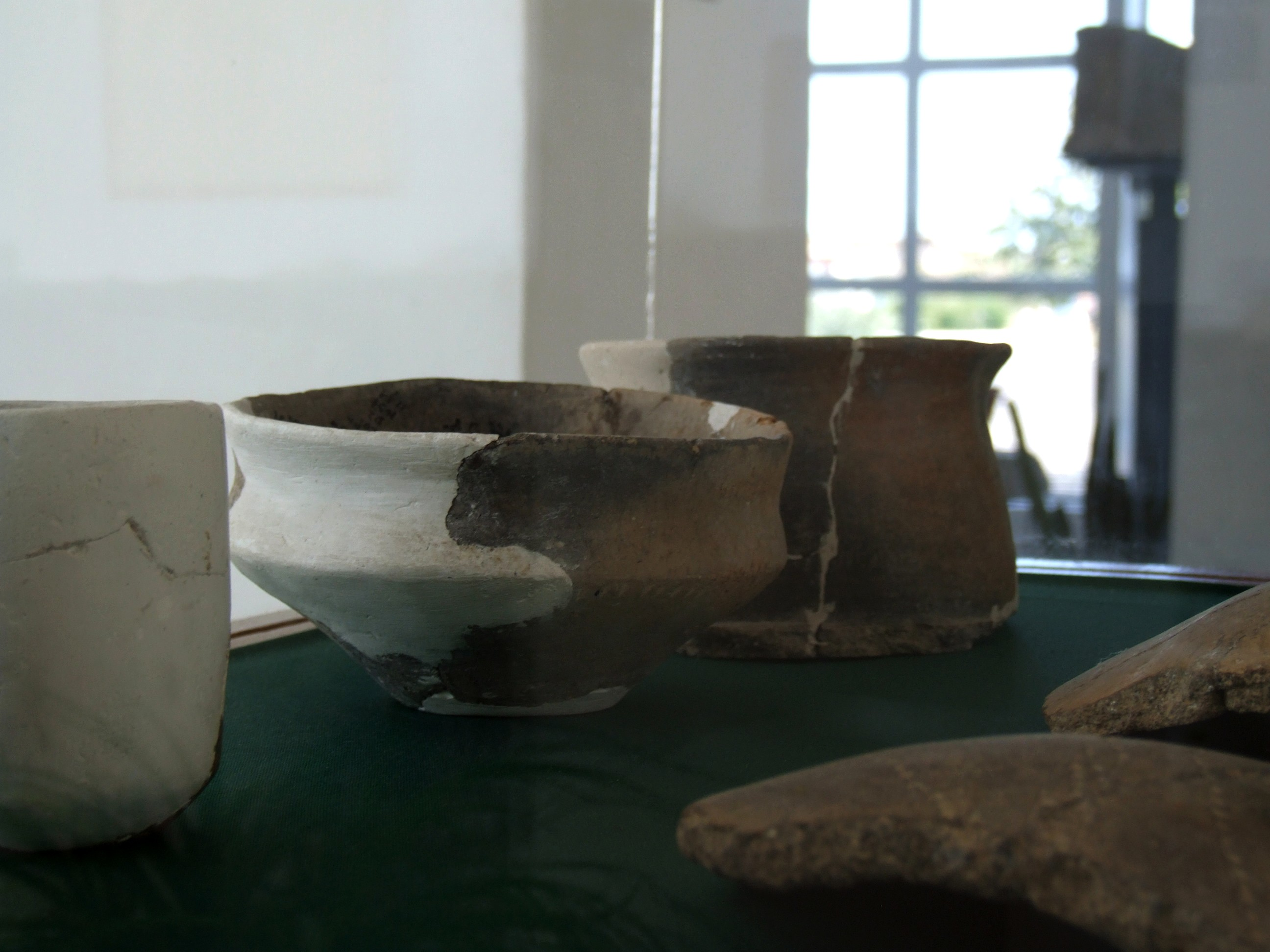
kerámiák

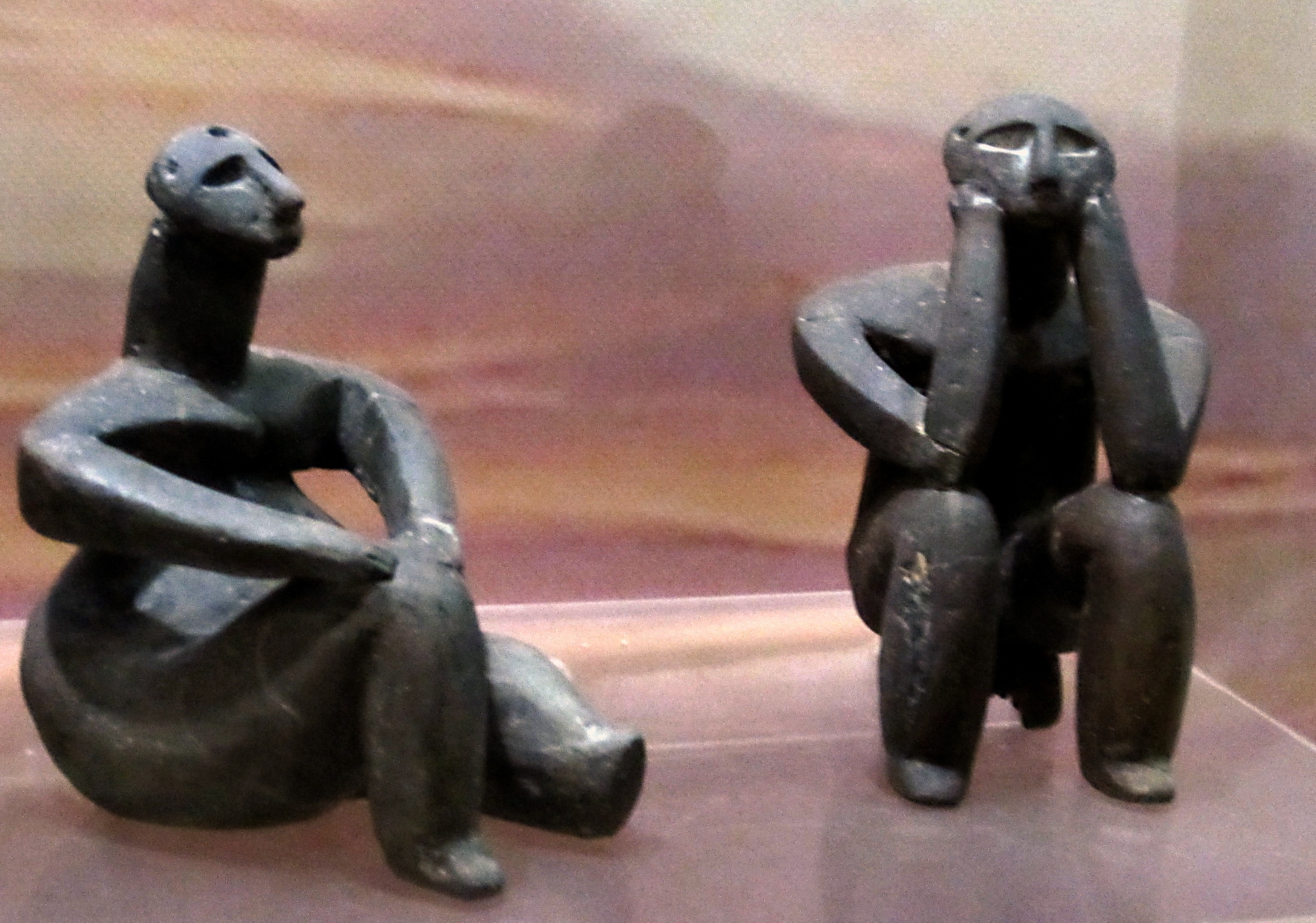

A Hamangia kultúra az i. e. VI. évezred közepétől a mai Dobrudzsa területén virágzott. A kultúra jellemzői a mértani mintákkal díszített cserépedények voltak – de legjellemzőbb alkotása a mai Csernavoda város területén megtalált két szobor: a Gondolkodó és az Ülő nő, amelyeket sokan az egész kőkorszak legszebb műveinek tartanak.

## Agyagedények
Az agyagedények jellemzői a spirális motívumokon alapuló, összetett geometriai minták (tálak, hengeres poharak), melyek pontokkal, egyenes párhuzamos vonalakkal és cikk-cakkokkal díszítettek és amelyek a Hamangia fazekasságot nagyon eredetivé teszik.

## Figurák
A kultúra nőt és férfit ábrázoló kerámia figurái általában rendkívül stilizáltak, melyek nagyrészt meztelen, hangsúlyozott mellű és fenekű nőket, valamint férfi alakokat ábrázolnak.

## Településeik
Településeik téglalap alakú, egy vagy két szobás házakból álltak, melyek tavak partján, folyami teraszokon, néha barlangokban találhatók.
- Durankulak - tótelepülés egy kis szigeten, kb. Kr. E. 7000, és Kr. E. 4700-4600 körüli időkből. Európában egyedülállóan itt a  kőépítészet már általánosan elterjedt, és jellegzetes jelenség volt.
- Cernavodă nekropolisz - itt fedezték fel a híres "A gondolkodó" és  "Ülő nő" szobrokat.
- Baia-Hamangia - a kultúra névadó helye, amelyet 1953-ban fedeztek fel a Golovița-tó mentén, a Fekete-tenger partjának közelében, a romániai Dobrogea tartományban .